# Egon von Waldstätten
Arthur Johann Anton Maria Egon von Waldstätten (Pécs, 21 aprile 1875 – Vienna, 12 maggio 1951) è stato un militare e storico austriaco.
Combattente durante la prima guerra mondiale, venendo decorato con una delle più alte onorificenze austro-ungariche, la Croce di Cavaliere dell'Ordine militare di Maria Teresa e con quella dell'Ordine imperiale di Leopoldo. Nel dopoguerra lavorò presso l'Archivio di guerra austriaco, pubblicando alcuni libri.

## Biografia

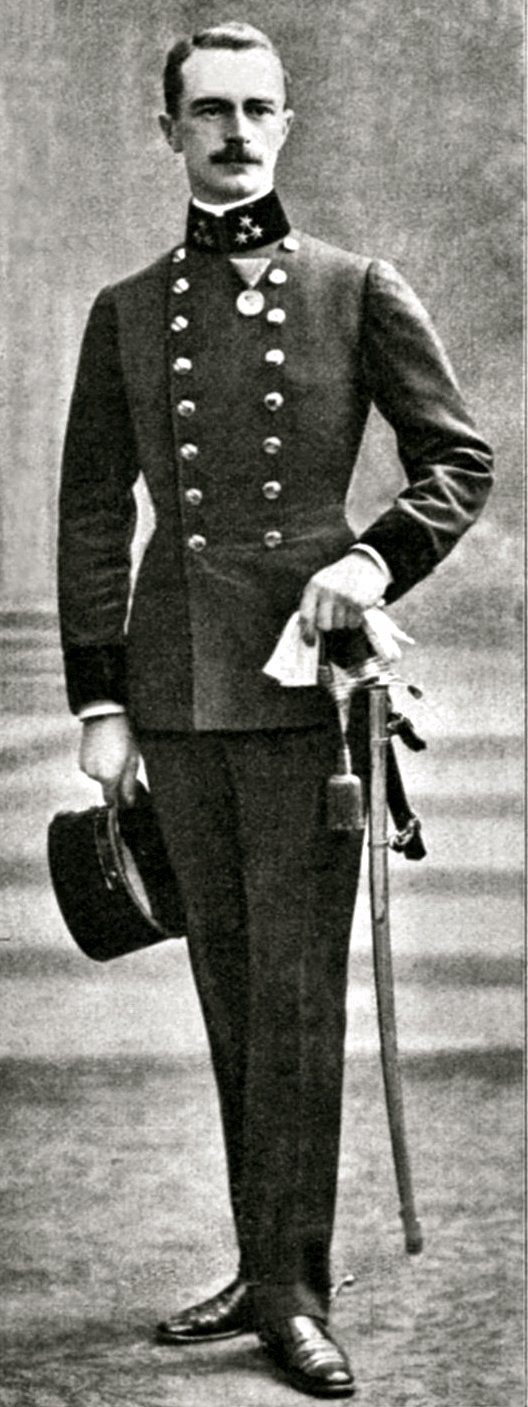
L'allora capitano von Waldstätten in uniforme da capitano nel 1905

Nacque a Pécs il 21 aprile 1875, figlio secondogenito del capitano, e futuro generale, barone Georg e della moglie, l'inglese Mary Anne Holmes. Educato presso l'Accademia militare Teresiana di Wiener Neustadt, dalla quale uscì nel 1893 con il grado di sottotenente, assegnato al 2º Reggimento Dragoni "Eduard Graf Paar".
Con lo scoppio della prima guerra mondiale, il 1 agosto 1914 fu assegnato col grado di Major al 7º Reggimento Dragoni operante sul fronte orientale contro le forze dell'Impero russo. Il 1º marzo 1915, su suo espresso desiderio, fu assegnato all'Arma di fanteria, e come comandante di un Battaglione dell'82º Reggimento prese parte a numerosi combattimenti. L'8 luglio dello stesso anno rimase gravemente ferito, subì l'amputazione parziale di una gamba, fatto che lo rese inidoneo al servizio di prima linea. Rimessosi dalla grave ferita, nel corso del 1916 fu assegnato come capo dipartimento all'Archivio del Ministero della Guerra (Kriegsarchiv), divenendo nel contempo compagno di carte dell'imperatore Carlo I. 
Il 1 maggio 1918 divenne Oberst, ed assunse l'incarico di Capo del settore informazioni presso l’Armeeoberkommando (AOK).
Dopo la fine della guerra fu assunto come dipendente civile del Kriegsarchive e nel 1924 si ritirò a vita privata con il titolo di consigliere. A partire dal 1926 ricoprì l'incarico di un membro del consiglio della Federazione Nazionale del Tabacco, di cui fu rappresentante per i distretti di Bruck an der Leitha, e dal 1928 di Vienna-Brigittenau, ricoprendo a partire dal 25 giugno 1934 l'incarico di presidente nazionale. 
Nel 1937 divenne membro del Consiglio di Stato (Staatsrat) austriaco, e dal 1938 ricoprì anche l'incarico di Presidente della Associazione vittime di guerra. e nel 1939 fu insignito del titolo onorario di Generalmajor.
Si spense a Vienna il 12 maggio 1951.

### Matrimonio e figli

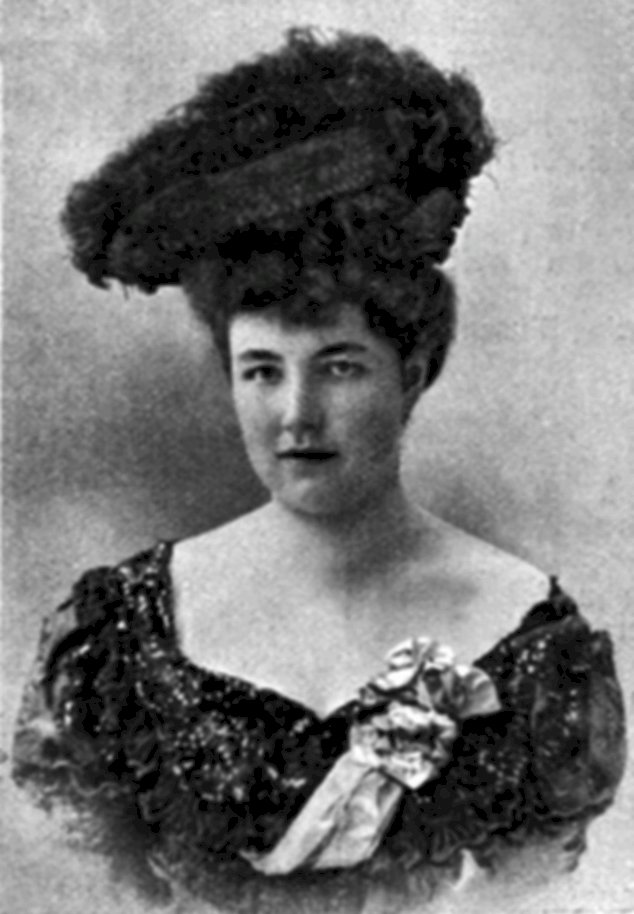
La moglie, Erika, nata baronessa Pacher von Theinburg ritratta nel 1903.

L'8 ottobre 1903 sposò a Vienna la signorina Julia Helene Maria Erika (13 ottobre 1879, Vienna - 27 novembre 1960, Vienna, detta famigliarmente "Erika"), figlia del barone Gustav Franz Justus Pacher von Theinburg e di sua moglie, la baronessa Barbara von Gagern zu Hause Hornau. L'attrice austriaca Nora Waldstätten è una sua pronipote.

## Pubblicazioni
- Weltkriegstafeln 1914–1919: Synchronistische Darstellung des Weltkrieges (diversi volumi), Seidel & Sohn, Wien 1918.
- Montelloschlacht und Schlacht um Vittorio Veneto, 1918 MS. WKI/13, pubblicato nel 1923.
- 5. Weltpolitischer Atlas, 1938.
- Die Schlacht von Lawrow 20.–27. Oktober 1914, Kavallerie-Journal, April 1926, pag. 166–682.
- Die letzte Reiterschlacht der Weltgeschichte, Jaroslawice 1914, (con Maximilian Ritter von Hoen), Amalthea, Zürich 1929.